# 渋川義行
渋川 義行（しぶかわ よしゆき）は、南北朝時代の武将・九州探題。渋川氏6代当主。

## 略歴
正平4年（1348年）、5代当主・渋川直頼の子として誕生。正平20年（1365年）、父から相続した備後国御調郡の所領に加え、幕府より備後守護、さらには備中国守護に任命された。さらに九州鎮圧の進まない斯波氏経の辞任を受け、18歳にして九州探題に就任する。
義行の探題就任には伯母の渋川幸子の強い意向が働いたともされる。幕府の期待を受けて九州へ下向しようとしたが征西大将軍懐良親王を擁する菊池武光ら南朝方の征西府の頑強な抵抗に遭い、九州に入る事無く山陽地方に留まらざるを得なかった。
その後も征西府の勢威に抗えず、建徳元年（1370年）、ついに九州に一歩も入ることができないまま探題職を更迭された。やがて備後を経て都へ帰還するとまもなく剃髪し、天授元年（1375年）8月11日、死去。享年28。
相次ぐ探題の九州攻略失敗に業を煮やした幕府は、のちに名将として評価された今川了俊を送り込むことになる。